# Млинченко Євген Олександрович
Євген Олександрович Млинченко (11 червня 1972, м. Київ, СРСР) — радянський/український хокеїст, правий нападник. 
Виступав за ШВСМ (Київ), «Сокіл» (Київ), «Нафтохімік» (Нижньокамськ), ХК «Воронеж», СКА (Санкт-Петербург), «Унія» (Освенцім), «Беркут» (Бровари), АТЕК (Київ), «Білий Барс» (Бровари), «Компаньйон» (Київ), «Поділ» (Київ).
У складі національної збірної України (1995) провів 4 матчі (0+2); учасник чемпіонату світу 1995 (група C-1).
Досягнення
- Чемпіон України (2007)